# Miłość Larsa
Miłość Larsa (ang. Lars and the Real Girl, 2007) – amerykańsko-kanadyjski film tragikomiczny w reżyserii Craiga Gillespie, którego to debiut pełnometrażowy.
Światowa premiera filmu nastąpiła 10 września 2007 roku, podczas 32. Międzynarodowego Festiwalu Filmowego w Toronto. Polska premiera filmu nastąpiła podczas jedynego specjalnego seansu zorganizowanego w dniu 4 kwietnia 2009 roku, w sali kinowej CSW w Zamku Ujazdowskim w Warszawie. 16 września 2009 roku firma Monolith Video swoim nakładem wydała film na płytach DVD.

## Opis fabuły
Lars jest singlem, mieszkającym w garażu u swojego starszego brata Gusa. Ten wraz z żoną namawia go, by znalazł wreszcie sobie dziewczynę. Pewnego razu do ich domu wchodzi Lars, wraz ze swoją nową partnerką Bianką... wszystko byłoby dobrze, gdyby nie to, że Bianka jest po prostu plastikową lalką, a Lars szalenie w niej zakochany.

## Obsada
- Ryan Gosling jako Lars Lindstrom
- Emily Mortimer jako Karin Lindstrom
- Paul Schneider jako Gus Lindstrom
- R. D. Reid jako Reverend Bock
- Kelli Garner jako Margo
- Nancy Beatty jako Pani Gruner
- Doug Lennox jako Pan Hofstedtler
- Joe Bostick jako Pan Shaw
- Liz Gordon jako Pani Schindler
- Nicky Guadagni jako Pani Petersen
- Patricia Clarkson jako Dagmar

i inni

## Nagrody i nominacje
80. ceremonia wręczenia Oscarów
- nominacja: najlepszy scenariusz oryginalny − Nancy Oliver

65. ceremonia wręczenia Złotych Globów
- nominacja: najlepszy aktor w filmie komediowym lub musicalu − Ryan Gosling

12. ceremonia wręczenia Satelitów
- nagroda: najlepszy aktor w filmie komediowym lub musicalu − Ryan Gosling
- nominacja: najlepszy film komediowy lub musicalu
- nominacja: najlepszy scenariusz oryginalny − Nancy Oliver
- nominacja: najlepsza aktorka w filmie komediowym lub musicalu − Emily Mortimer

14. ceremonia wręczenia nagród Gildii Aktorów Ekranowych
- nominacja: wybitny występ aktora w roli pierwszoplanowej − Ryan Gosling